# Yumen
Yumen (en chino:玉门县, pinyin:Yùmén Xiàn,literalmente: puerta jade) es un municipio bajo la administración directa de la ciudad-prefectura de Jiuquan. Se ubica al oeste de la provincia de Gansu, centro geográfico de la República Popular China. Su área total es de 13 500 km² y su población es de cerca de 200 000 habitantes.

## Administración
La ciudad de Yumen se divide en 4 poblados y 7 villas:
- Poblado Yumendong 玉门东镇
- Poblado Yumen 玉门镇
- Poblado Chijin 赤金镇
- Poblado Huahai 花海镇
- Villa Xiaxihao 下西号乡
- Villa Huangjia 黄闸湾乡
- Villa Liuhe 柳河乡
- Villa Changma 昌马乡
- Villa Qingquan 清泉乡
- Villa Xiaojinwan Dongxiang 小金湾东乡族乡
- Villa Liuhu 柳湖乡

## Clima
Yumén tiene un clima desértico frío, con inviernos largos y fríos y veranos caliente. El mes más frío es enero con -9.8 °C y julio el más caliente con 22 °C , siendo la media anual de 7 °C. El rango de temperatura entre el día y la noche es alta durante gran parte del año. El sol y la humedad domina todo el año, aunque las precipitaciones son más frecuentes en verano.
| Parámetros climáticos promedio de Yumen (1971−2000) | Parámetros climáticos promedio de Yumen (1971−2000) | Parámetros climáticos promedio de Yumen (1971−2000) | Parámetros climáticos promedio de Yumen (1971−2000) | Parámetros climáticos promedio de Yumen (1971−2000) | Parámetros climáticos promedio de Yumen (1971−2000) | Parámetros climáticos promedio de Yumen (1971−2000) | Parámetros climáticos promedio de Yumen (1971−2000) | Parámetros climáticos promedio de Yumen (1971−2000) | Parámetros climáticos promedio de Yumen (1971−2000) | Parámetros climáticos promedio de Yumen (1971−2000) | Parámetros climáticos promedio de Yumen (1971−2000) | Parámetros climáticos promedio de Yumen (1971−2000) | Parámetros climáticos promedio de Yumen (1971−2000) |
| Mes                                                 | Ene.                                                | Feb.                                                | Mar.                                                | Abr.                                                | May.                                                | Jun.                                                | Jul.                                                | Ago.                                                | Sep.                                                | Oct.                                                | Nov.                                                | Dic.                                                | Anual                                               |
| --------------------------------------------------- | --------------------------------------------------- | --------------------------------------------------- | --------------------------------------------------- | --------------------------------------------------- | --------------------------------------------------- | --------------------------------------------------- | --------------------------------------------------- | --------------------------------------------------- | --------------------------------------------------- | --------------------------------------------------- | --------------------------------------------------- | --------------------------------------------------- | --------------------------------------------------- |
| Temp. máx. media (°C)                               | −2.8                                                | 1.7                                                 | 9.0                                                 | 17.5                                                | 23.3                                                | 26.9                                                | 28.6                                                | 27.9                                                | 23.0                                                | 15.2                                                | 5.8                                                 | −1.2                                                | 14.6                                                |
| Temp. mín. media (°C)                               | −15.4                                               | −12.2                                               | −5.5                                                | 1.8                                                 | 7.6                                                 | 11.9                                                | 14.0                                                | 12.8                                                | 7.5                                                 | 0.5                                                 | −6.7                                                | −13.0                                               | 0.3                                                 |
| Precipitación total (mm)                            | 1.0                                                 | 1.3                                                 | 4.1                                                 | 4.3                                                 | 6.7                                                 | 12.9                                                | 13.9                                                | 12.5                                                | 4.8                                                 | 2.1                                                 | 2.1                                                 | 1.1                                                 | 66.8                                                |
| Días de precipitaciones (≥ 0.1 mm)                  | 1.8                                                 | 1.4                                                 | 2.3                                                 | 2.3                                                 | 2.4                                                 | 5.0                                                 | 5.8                                                 | 4.6                                                 | 1.9                                                 | 1.1                                                 | 1.9                                                 | 2.3                                                 | 32.8                                                |
| Horas de sol                                        | 221.7                                               | 214.1                                               | 248.5                                               | 274.8                                               | 314.5                                               | 312.0                                               | 311.0                                               | 306.7                                               | 292.4                                               | 276.2                                               | 229.7                                               | 212.0                                               | 3213.6                                              |
| Humedad relativa (%)                                | 53                                                  | 42                                                  | 35                                                  | 31                                                  | 31                                                  | 41                                                  | 47                                                  | 45                                                  | 41                                                  | 40                                                  | 45                                                  | 54                                                  | 42.1                                                |
| Fuente: China Meteorological Administration         |                                                     |                                                     |                                                     |                                                     |                                                     |                                                     |                                                     |                                                     |                                                     |                                                     |                                                     |                                                     |                                                     |

## Economía
Está situada en la Ruta de la Seda y actualmente es conocida por su de petróleo. Desde 1930, tras mejoras de administración, la ciudad se convirtió gradualmente en una ciudad industrial pero desde la década de 1990, con los recursos locales y los cambios en el medio ambiente, el crecimiento económico se desaceleró. Aprobada por el Consejo de Estado en 2003 y el gobierno de la ciudad se trasladaron compañías petroleras a Yumén que antes era dominada por la agricultura, pero la ciudad se colapsó depoblación urbana.
Yumen es una de las ciudades turísticas de la provincia de Gansu.